# Mirfield
Mirfield est une petite ville anglaise et une paroisse civile qui fait partie de l'agglomération urbaine de Kirklees (Metropolitan Borough of Kirklees), dans le Yorkshire de l'Ouest, en Angleterre. 
La ville se trouve sur la route principale entre Huddersfield, Dewsbury et Wakefield, et a une population totale résidente de 18 620 habitants.
La ville est desservie par la station de train de Mirfield. 

## Culture
- Charlotte Brontë, Emily Brontë (cette dernière très brièvement), et Anne Brontë firent une partie de leurs études à Mirfield, dans l'école de Miss Margaret Wooler, située à Mirfield Moor. C'est là que Charlotte Brontë fit la connaissance de ses « amies pour la vie », Ellen Nussey et Mary Taylor.
- Le Mirfield Show est une manifestation annuelle agricole, qui se tient le troisième dimanche du mois d'août, au parc d'exposition de Mirfield. Cet évènement est organisé par la Mirfield Agricultural Society (MAS) ; c'est une manifestation sans but lucratif, organisée à l'intention des familles de Mirfield et des environs[2].

### Personnalités liées à la commune
- Patrick Stewart (1940-), acteur, est né à Mirfield.